# 安德羅斯科金縣
安德羅斯科金縣（英語：Androscoggin County）是美国缅因州西南部的一個郡，面積17,686平方公里。根據2020年美國人口普查，共有人口11萬1,139人。縣治奧本（Auburn）。該縣成立於1854年3月18日。縣名來自當地安德羅斯科人的一支。